# Głęboka (powiat krakowski)
Głęboka – wieś w Polsce położona w województwie małopolskim, w powiecie krakowskim, w gminie Kocmyrzów-Luborzyca.

Integralne części miejscowości: Kolonia.
Wieś biskupstwa krakowskiego w powiecie proszowickim w województwie krakowskim w końcu XVI wieku. W latach 1975–1998 miejscowość należała administracyjnie do województwa krakowskiego.
Pierwsza informacja o wsi pochodzi z 1390 roku, kolejna wzmianka z 1423 informuje o tym, że „biskup Wojciech (Jastrzębiec) pozywa Świętosława włodarza i wszystkich kmieci z Karniowa o najście gwałtem Głęboki, poranienie ludzi i zabranie bydła „ad regalem”. Ostatnim właścicielem wsi był Stefan Grzymek, były dzierżawca majątku Norbertanek w Luboczy. Grzymek kupił Głęboką od hrabiego Mycielskiego.